# Limnoperdon
Limnoperdon är ett släkte av svampar. Limnoperdon ingår i familjen Limnoperdaceae, ordningen Polyporales, klassen Agaricomycetes, divisionen basidiesvampar och riket svampar.
| Limnoperdon | \| \| Limnoperdon incarnatum \| \| \| \| |
|             | \| \| Limnoperdon incarnatum \| \| \| \| |
|             | Limnoperdon incarnatum                   |
|             |                                          |

|  | Limnoperdon incarnatum |
|  |                        |